# Directeur d'école
Le directeur ou la directrice est le responsable de plus haut niveau d'une école.

## Par pays

### France
Enseignement du premier degré (école maternelle et élémentaire)
La direction des écoles publiques est assurée par des professeurs des écoles partiellement ou totalement déchargés de classe.
Enseignement du second degré
Dans les établissements d'enseignement secondaires publics, les personnels de direction ont le titre de principal (dans les collèges) ou de proviseur (dans les lycées).

Dans les établissements privés, ils ont le plus souvent le titre de directeur.